# 王繼忠
王继忠（?—1023年），北宋、辽朝将领。开封府（今河南省开封市）人。
少年时侍奉太子赵恒在藩邸。赵恒即位为宋真宗，补内殿崇班，官至郓州刺史、殿前都虞候。领云州观察使，出为深州副都部署，改镇州、定州、高阳关三路鈐辖兼河北都转运使，镇望都。咸平六年（辽圣宗统和二十一年，1003年），辽兵数万南侵，王继忠奋力抵御，与之战于康村，率部死战，且战且行，沿西山而北至白城。但因援军不至，陷于契丹伏兵，为耶律奴瓜所擒。宋真宗以为王继忠殉国，诏赠大同军节度使，其四子荫官。王继忠受到承天太后萧绰赏识，授户部使。次年，澶渊之战，辽圣宗令王继忠上书宋真宗，宋朝知他尚在人世。奉命与宋使相见，为达成和议尽力。南北和议达成，赐宫户三十。辽圣宗待王继忠甚厚，加左武卫上将军。开泰二年（1013年），为中京留守，检校太师。开泰五年（1016年），为汉人行宫都部署，封琅邪郡王。从北院枢密使萧合卓攻打高丽国，为行军副部署。开泰六年（1017年），进楚王，赐姓耶律。赐名为耶律显忠，又改名耶律宗信。回师后，拜枢密使。太平三年（1023年），致仕。

## 延伸阅读
[在维基数据编辑]
 《宋史·卷279》，出自脱脱《宋史》
 《遼史/卷81》，出自脱脱《遼史》